# Sam Johnstone
Samuel Luke « Sam » Johnstone , né le 25 mars 1993 à Preston, est un footballeur international anglais qui évolue au poste de gardien de but aux Wolverhampton Wanderers.

## Biographie
Formé à Manchester United, Sam Johnstone signe son premier contrat professionnel en 2011 avant d'être prêté à Oldham Athletic puis au Scunthorpe United.
En mars 2013, il est prêté au Walsall FC, qui évolue en troisième division anglaise, jusqu'à la fin de la saison. Lors de la saison 2013-2014, il est prêté au Yeovil Town FC puis aux Doncaster Rovers qui évolue tous les deux en Championship. Il réintègre l'effectif des Red Devils avec qui il prend part à la tournée de pré-saison avant de repartir en prêt pour trois mois dans le club de Doncaster fin octobre 2014.
Le 12 janvier 2015, Johnstone est prêté à Preston North End jusqu'à la fin de la saison. De retour à Manchester United à l'issue de la saison, le gardien de but prend part à la tournée américaine de pré-saison avec l'équipe première des Red Devils,. Il fait plusieurs apparitions sur le banc de United en début de saison avant d'être prêté pour un mois à Preston North End le 31 décembre 2015.
Le 16 octobre 2016, il prolonge son contrat avec Manchester United.
Le 6 janvier 2017, il est prêté à Aston Villa, avec qui il dispute vingt-deux matchs.
Le 14 juillet 2017, le gardien anglais est de nouveau prêté pour une saison à Aston Villa. Il réalise pleine puisqu'il prend part à quarante-huit matchs toutes compétitions confondues sous le maillot de Villa avant de réintégrer l'effectif de MU à l'issue de la saison.
Le 3 juillet 2018, Sam Johnstone signe un contrat de quatre ans avec West Bromwich Albion. Il quitte donc Manchester United, son club formateur, sans avoir porté le maillot de l'équipe première. Le 4 août suivant, le gardien anglais participe à sa première rencontre sous le maillot des Baggies en étant titularisé face aux Bolton Wanderers en Championship.
Le 1er juin 2021, Johnstone fait partie des vingt-six joueurs sélectionnés par Gareth Southgate pour participer à l'Euro 2020.
Le 6 juin suivant, il honore sa première sélection avec l'équipe d'Angleterre en étant titularisé à l'occasion d'un match amical contre la Roumanie (victoire 1-0).

## Statistiques
| Saison                | Club                        | Championnat           | Championnat | Championnat | Coupe(s) nationale(s) | Coupe(s) nationale(s) | Play-offs | Play-offs | Angleterre | Angleterre | Total | Total |
| Saison                | Club                        | Division              | M.          | B.          | M.                    | B.                    | M.        | B.        | M.         | B.         | M.    | B.    |
| 2011-2012             | Scunthorpe United FC (prêt) | League One            | 12          | 0           | 1                     | 0                     | -         | -         | -          | -          | 13    | 0     |
| 2012-2013             | Walsall FC (prêt)           | League One            | 7           | 0           | -                     | -                     | -         | -         | -          | -          | 7     | 0     |
| 2013-2014             | Yeovil Town FC (prêt)       | Championship          | 1           | 0           | -                     | -                     | -         | -         | -          | -          | 1     | 0     |
| 2013-2014             | Doncaster Rovers FC (prêt)  | Championship          | 18          | 0           | -                     | -                     | -         | -         | -          | -          | 18    | 0     |
| 2014-2015             | Doncaster Rovers FC (prêt)  | League One            | 10          | 0           | 4                     | 0                     | -         | -         | -          | -          | 14    | 0     |
| Sous-total            | Sous-total                  | Sous-total            | 28          | 0           | 4                     | 0                     | -         | -         | -          | -          | 32    | 0     |
| 2014-2015             | Preston North End FC (prêt) | League One            | 22          | 0           | -                     | -                     | 3         | 0         | -          | -          | 25    | 0     |
| 2015-2016             | Preston North End FC (prêt) | Championship          | 4           | 0           | -                     | -                     | -         | -         | -          | -          | 4     | 0     |
| Sous-total            | Sous-total                  | Sous-total            | 26          | 0           | -                     | -                     | 3         | 0         | -          | -          | 29    | 0     |
| 2016-2017             | Aston Villa FC (prêt)       | Championship          | 21          | 0           | 1                     | 0                     | -         | -         | -          | -          | 22    | 0     |
| 2017-2018             | Aston Villa FC (prêt)       | Championship          | 45          | 0           | -                     | -                     | 3         | 0         | -          | -          | 48    | 0     |
| Sous-total            | Sous-total                  | Sous-total            | 56          | 0           | 1                     | 0                     | 3         | 0         | -          | -          | 60    | 0     |
| 2018-2019             | West Bromwich Albion FC     | Championship          | 46          | 0           | -                     | -                     | 2         | 0         | -          | -          | 48    | 0     |
| 2019-2020             | West Bromwich Albion FC     | Championship          | 46          | 0           | -                     | -                     | -         | -         | -          | -          | 46    | 0     |
| 2020-2021             | West Bromwich Albion FC     | Premier League        | 37          | 0           | -                     | -                     | -         | -         | 1          | 0          | 38    | 0     |
| 2021-2022             | West Bromwich Albion FC     | Championship          | 36          | 0           | -                     | -                     | -         | -         | 2          | 0          | 38    | 0     |
| Sous-total            | Sous-total                  | Sous-total            | 165         | 0           | -                     | -                     | 2         | 0         | 3          | 0          | 170   | 0     |
| 2022-2023             | Crystal Palace              | Premier League        | 9           | 0           | 2                     | 0                     | -         | -         | -          | -          | 11    | 0     |
| 2023-2024             | Crystal Palace              | Premier League        | 20          | 0           | 3                     | 0                     | -         | -         | 1          | 0          | 24    | 0     |
| Sous-total            | Sous-total                  | Sous-total            | 29          | 0           | 5                     | 0                     | -         | -         | 1          | 0          | 35    | 0     |
| 2024-2025             | Wolverhampton Wanderers     | Premier League        | 7           | 0           | 2                     | 0                     | -         | -         | -          | -          | 9     | 0     |
| Sous-total            | Sous-total                  | Sous-total            | 7           | 0           | 2                     | 0                     | -         | -         | -          | -          | 9     | 0     |
| Total sur la carrière | Total sur la carrière       | Total sur la carrière | 341         | 0           | 13                    | 0                     | 8         | 0         | 4          | 0          | 366   | 0     |

## Palmarès

### En club
- West Bromwich Albion
  - Vice-champion d'Angleterre de deuxième division en 2020.

### En sélection nationale
- Angleterre -17 ans
  - Vainqueur du Championnat d'Europe en 2010.

- Angleterre
  - Finaliste du Championnat d'Europe en 2020.